# アエミーリア・フォン・ザクセン
アエミーリア・フォン・ザクセン（ドイツ語：Aemilia von Sachsen, 1516年7月27日 - 1591年4月9日）は、ブランデンブルク＝アンスバッハ辺境伯ゲオルクの3番目の妃。

## 生涯
アエミーリアはザクセン公ハインリヒ4世とカタリーナ・フォン・メクレンブルクの間の娘である。
1533年8月25日、アエミーリアはあるか歳上のブランデンブルク＝アンスバッハ辺境伯ゲオルクと結婚した。ゲオルクはシレジアの公であり、また、先に死去した兄カジミールの息子に代わり、クルムバッハ辺境伯領も管理していた。ゲオルクにとっては3番目の妃であり、この結婚により待望の息子ゲオルク・フリードリヒをもうけることができた。
夫ゲオルクの死後、1543年から1556年までアエミーリアは未成年の息子ゲオルク・フリードリヒの後見人をつとめた。しかし、アンスバッハ辺境伯領の摂政はザクセン選帝侯ヨハン・フリードリヒ、ブランデンブルク＝クルムバッハ辺境伯アルブレヒト・アルキビアデスおよびヘッセン方伯フィリップ1世が共同でつとめていた。アンスバッハにおいてカトリックを敵視していた厳格なルター派であったアエミーリアは賢く、高潔で敬虔であったと言われている。のちにアエミーリアは寡婦領に引退した。

## 子女
- ゾフィー（1535年 - 1587年） - 1560年にレグニツァ公ヘンリク11世と結婚
- バルバラ（1536年 - 1591年）
- ドロテア・カタリーナ（1538年 - 1604年） - 1556年にマイセン城伯ハインリヒ6世・フォン・プラウエンと結婚
- ゲオルク・フリードリヒ（1539年 - 1603年） - ブランデンブルク＝アンスバッハ辺境伯、ブランデンブルク＝クルムバッハ辺境伯